# Notodden Fotballklubb 2012
Questa voce raccoglie le informazioni riguardanti il Notodden Fotballklubb nelle competizioni ufficiali della stagione 2012.

## Stagione
Il Notodden chiuse la stagione al 15º posto finale, che sancì la retrocessione nella 2. divisjon. L'avventura nella Norgesmesterskapet si chiuse al terzo turno, con l'eliminazione per mano dello Strømsgodset. Il 20 agosto 2012, l'allenatore Brede Halvorsen rassegnò le proprie dimissioni dall'incarico. Al suo posto, fu scelto Kenneth Dokken. Il calciatore più utilizzato in stagione fu Borgar Velta, con 31 presenze (28 in campionato e 3 in coppa). Fu anche il miglior marcatore, con le sue 9 reti (tutte in campionato).

## Maglie e sponsor
Lo sponsor tecnico per la stagione 2012 fu Legea, mentre lo sponsor ufficiale fu Notodden Energi. La divisa casalinga era completamente blu, con inserti bianchi.
| Casa |

## Rosa
| N. |                       | Ruolo | Calciatore            |
| -- | --------------------- | ----- | --------------------- |
| 1  | Portogallo (bandiera) | P     | Nuno Marques          |
| 2  | Norvegia (bandiera)   | D     | Tor Omar Sande        |
| 3  | Norvegia (bandiera)   | C     | Kristian Jahr         |
| 4  | Giamaica (bandiera)   | D     | Andre Campbell        |
| 5  | Norvegia (bandiera)   | D     | Steffen Jenssen       |
| 6  | Norvegia (bandiera)   | C     | Pål Christian Alsaker |
| 7  | Norvegia (bandiera)   | C     | Borgar Velta          |
| 8  | Norvegia (bandiera)   | D     | Andreas Granerud      |
| 9  | Norvegia (bandiera)   | A     | Håvard Kleven         |
| 10 | Norvegia (bandiera)   | C     | Jan Tore Amundsen     |
| 11 | Norvegia (bandiera)   | A     | Martin Holmen         |
| 12 | Norvegia (bandiera)   | P     | Bjarne Håkon Semb     |
| 13 | Norvegia (bandiera)   | C     | Øystein Aksnes        |
| 14 | Norvegia (bandiera)   | D     | Erlend Helgerud       |
| 15 | Norvegia (bandiera)   | A     | Einar Lundefaret      |

| N. |                      | Ruolo | Calciatore       |
| -- | -------------------- | ----- | ---------------- |
| 16 | Norvegia (bandiera)  | A     | Tarjei Dale      |
| 17 | Norvegia (bandiera)  | A     | Alexander Nynes  |
| 18 | Norvegia (bandiera)  | D     | Klas Ufs         |
| 19 | Norvegia (bandiera)  | A     | Aram Khalili     |
| 19 | Norvegia (bandiera)  | A     | Bardh Shala      |
| 20 | Norvegia (bandiera)  | D     | Lars Lien        |
| 21 | Norvegia (bandiera)  | A     | Jørgen Kasin     |
| 22 | Norvegia (bandiera)  | C     | Marius Hagen     |
| 23 | Norvegia (bandiera)  | C     | Just Salvesen    |
| 23 | Norvegia (bandiera)  | C     | Erlend Kasin     |
| 25 | Danimarca (bandiera) | P     | Anders Larsen    |
| 30 | Norvegia (bandiera)  | P     | Bjørge Fedje     |
| 34 | Norvegia (bandiera)  | P     | Christian Bjerke |
| 77 | Norvegia (bandiera)  | A     | Marius Enger     |
| 90 | Norvegia (bandiera)  | A     | Eirik Skogen     |

## Calciomercato

### Sessione invernale(dal 01/01 al 31/03)
| Acquisti | Acquisti          | Acquisti     | Acquisti   |
| R.       | Nome              | da           | Modalità   |
| -------- | ----------------- | ------------ | ---------- |
| P        | Bjørge Fedje      | svincolato   |            |
| P        | Anders Larsen     | Notodden     | prestito   |
| D        | Tor Omar Sande    | Randaberg    | definitivo |
| C        | Øystein Aksnes    | svincolato   |            |
| A        | Martin Holmen     | Moss         | definitivo |
| A        | Erlend Helgerud   | Byåsen       | definitivo |
| A        | Christopher Joyce | Asker        | definitivo |
| A        | Alexander Nynes   | Tromsdalen   | definitivo |
| A        | Bardh Shala       | Strømsgodset | prestito   |

| Cessioni | Cessioni           | Cessioni      | Cessioni   |
| R.       | Nome               | a             | Modalità   |
| -------- | ------------------ | ------------- | ---------- |
| P        | Kristoffer Nielsen |               | svincolato |
| P        | Terje Reinertsen   | Vindbjart     | definitivo |
| D        | Sindre Thunestvedt | Mjølner       | definitivo |
| C        | Espen Bukta        | Pors Grenland | definitivo |
| C        | Tor-Mattis Kaven   | Nest-Sotra    | definitivo |
| A        | Christopher Joyce  | Pors Grenland | definitivo |

### Sessione estiva(dal 01/08 al 31/08)
| Acquisti | Acquisti       | Acquisti   | Acquisti   |
| R.       | Nome           | da         | Modalità   |
| -------- | -------------- | ---------- | ---------- |
| P        | Anders Larsen  | Notodden   | definitivo |
| D        | Andre Campbell | Waterhouse | prestito   |
| C        | Marius Hagen   | Stryn      | definitivo |
| A        | Aram Khalili   | Bodø/Glimt | prestito   |

| Cessioni | Cessioni         | Cessioni      | Cessioni      |
| R.       | Nome             | a             | Modalità      |
| -------- | ---------------- | ------------- | ------------- |
| P        | Christian Bjerke |               | svincolato    |
| P        | Anders Larsen    | Notodden      | fine prestito |
| C        | Erlend Kasin     | Heddal        | definitivo    |
| A        | Marius Enger     | Pors Grenland | definitivo    |
| A        | Einar Lundefaret | Pors Grenland | definitivo    |
| A        | Bardh Shala      | Strømsgodset  | fine prestito |

## Risultati

### 1. divisjon

#### Girone di andata
| Arbitro: | Ahlsen |

|                              |           |  |
| Moen Hansen 44’ Castilla 47’ | Marcatori |  |

| Arbitro: | Rafiq |

|                         |           |  |
| Enger 8’, 27’ Velta 68’ | Marcatori |  |

| Arbitro: | Hansen |

|                |           |  |
| H. Lysvoll 44’ | Marcatori |  |

| Arbitro: | Eskås |

|  |           |          |
|  | Marcatori | 82’ Wiig |

| Arbitro: | Tennøy |

|            |           |  |
| Jensen 80’ | Marcatori |  |

| Arbitro: | Toppe |

|                                   |           |  |
| Velta 7’ Jenssen 17’ Granerud 51’ | Marcatori |  |

| Arbitro: | Hansen |

|                                                                                         |           |  |
| Asante 5’ (rig.) Vikstøl 16’ Tveit 33’, 82’ Vilhjálmsson 67’ Owello 72’ Lien 90’ (aut.) | Marcatori |  |

| Arbitro: | Hansen |

|                |           |  |
| Nynes 26’, 33’ | Marcatori |  |

| Arbitro: | Hansen |

|                             |           |           |
| Melgalvis 56’, 86’ Moen 90’ | Marcatori | 84’ Enger |

| Arbitro: | Gya |

|                     |           |                                |
| Kleven 27’ Dale 58’ | Marcatori | 3’ Bye 35’ Reginiussen 86’ Moe |

| Arbitro: | Gjermshus |

|  |           |                                                  |
|  | Marcatori | 41’ (aut.) Helgerud 81’, 84’ Khalili 90’ Knarvik |

| Arbitro: | Ahlsen |

|                                                                      |           |  |
| Nervold 11’, 22’ Sandbu 16’ El Masrouri 34’ Aalbu 54’ Pellegrino 69’ | Marcatori |  |

| Arbitro: | Tennøy |

|                        |           |                             |
| Granerud 13’ Velta 25’ | Marcatori | 15’ Karlsen 39’ (aut.) Lien |

| Arbitro: | Lundby |

|                               |           |                |
| Kirkevold 18’ (rig.) Paul 22’ | Marcatori | 2’, 34’ Holmen |

| Arbitro: | Ahlsen |

|                                                    |           |            |
| Holmen 14’ Jahr 16’ Josefsen 45’ (aut.) Aksnes 60’ | Marcatori | 68’ Ertsås |

#### Girone di ritorno
| Arbitro: | Edvartsen (Hamar) |

|                         |           |           |
| Ertzeid 15’ Høyland 81’ | Marcatori | 33’ Velta |

| Arbitro: | Eskås |

|  |           |                          |
|  | Marcatori | 4’, 13’, 43’ Lehne Olsen |

| Arbitro: | Gjermshus |

|                        |           |            |
| Grodås 23’ Standal 88’ | Marcatori | 31’ Holmen |

| Arbitro: | Lundby |

|                  |           |                               |
| Velta 80’ (rig.) | Marcatori | 89’ (rig.), 90’ (rig.) Onstad |

| Arbitro: | Tennøy |

|                                    |           |                                 |
| Ca. Hansen 27’ Aas 80’ Saaliti 90’ | Marcatori | 42’ Kleven 54’ Khalili 90’ Lien |

| Arbitro: | Hansen |

|  |           |                          |
|  | Marcatori | 3’ Kirkevold 61’ Karlsen |

| Arbitro: | Helgerud (Lier) |

|            |           |  |
| Ertsås 12’ | Marcatori |  |

| Arbitro: | Rafiq |

|                                                                    |           |  |
| Johansen 10’, 85’ Imingen 12’ Knarvik 45’ V. Braaten 76’ Olsen 83’ | Marcatori |  |

| Arbitro: | Borgersen (Oslo) |

|                            |           |         |
| Velta 32’, 47’ Khalili 42’ | Marcatori | 55’ Aas |

| Arbitro: | Kringstad |

|                                            |           |                       |
| Bye 29’ Reginiussen 37’ Karlsen 90’ (rig.) | Marcatori | 57’ Jenssen 60’ Sande |

| Arbitro: | Ahlsen |

|              |           |                                                                        |
| Amundsen 31’ | Marcatori | 48’ (rig.) Johansen 62’ Ahamed 69’ V. Lysvoll 77’ H. Lysvoll 90’ Waage |

| Arbitro: | Hansen |

|                         |           |             |
| Rasch 51’ Brandtzæg 72’ | Marcatori | 65’ Khalili |

| Arbitro: | Moen |

|                            |           |                            |
| Velta 19’ (rig.) Nynes 23’ | Marcatori | 11’ Shaswari 41’ Mikkelsen |

| Arbitro: | Eskås |

|                             |           |                      |
| Giæver 4’ Hoås 74’ Wiig 83’ | Marcatori | 19’ Nynes 69’ Holmen |

| Arbitro: | Rafiq |

|                              |           |                  |
| Velta 45’ (rig.) Khalili 70’ | Marcatori | 42’ Kristjánsson |

### Coppa di Norvegia
| Porsgrunn 1º maggio 2012, ore 18:00 26ª giornata                                                               | Urædd     | 0 – 9 referto                                                                | Notodden | Kjølnes Stadion |
| \| \| \| \| \| \| Marcatori \| 26’, 31’, 51’ Dale 44’ Lien 72’, 79’ Lundefaret 75’ J. Kasin 84’, 87’ Holmen \| |           |                                                                              |          |                 |
| |           |                                                                              |          |                 |
| | Marcatori | 26’, 31’, 51’ Dale 44’ Lien 72’, 79’ Lundefaret 75’ J. Kasin 84’, 87’ Holmen |          |                 |

| Arbitro: | Saggi |

|                                              |           |                                 |
| Granerud 16’ Holmen 55’ Jenssen 63’ Dale 84’ | Marcatori | 33’ Sveen 44’ Aoudia 54’ Knedal |

| Arbitro: | Ahlsen |

|                              |           |                      |
| Storflor 45’ Kovács 76’, 79’ | Marcatori | 14’ Jenssen 17’ Dale |

## Statistiche

### Statistiche di squadra
| Competizione      | Punti | In casa | In casa | In casa | In casa | In casa | In casa | In trasferta | In trasferta | In trasferta | In trasferta | In trasferta | In trasferta | Totale | Totale | Totale | Totale | Totale | Totale | DR  |
| Competizione      | Punti | G       | V       | N       | P       | Gf      | Gs      | G            | V            | N            | P            | Gf           | Gs           | G      | V      | N      | P      | Gf     | Gs     | DR  |
| ----------------- | ----- | ------- | ------- | ------- | ------- | ------- | ------- | ------------ | ------------ | ------------ | ------------ | ------------ | ------------ | ------ | ------ | ------ | ------ | ------ | ------ | --- |
| 1. divisjon       | 22    | 15      | 6       | 2       | 7       | 25      | 27      | 15           | 0            | 2            | 13           | 13           | 44           | 30     | 6      | 4      | 20     | 38     | 71     | -33 |
| Coppa di Norvegia | -     | 1       | 1       | 0       | 0       | 4       | 3       | 2            | 1            | 0            | 1            | 11           | 3            | 3      | 2      | 0      | 1      | 15     | 6      | +9  |
| Totale            | -     | 16      | 7       | 2       | 7       | 29      | 30      | 17           | 1            | 2            | 14           | 24           | 47           | 33     | 8      | 4      | 21     | 53     | 77     | -24 |

### Statistiche dei giocatori
| Giocatore     | 1. divisjon | 1. divisjon | 1. divisjon | 1. divisjon | Coppa di Norvegia | Coppa di Norvegia | Coppa di Norvegia | Coppa di Norvegia | Totale   | Totale | Totale      | Totale     |
| Giocatore     | Presenze    | Reti        | Ammonizioni | Espulsioni  | Presenze          | Reti              | Ammonizioni       | Espulsioni        | Presenze | Reti   | Ammonizioni | Espulsioni |
| ------------- | ----------- | ----------- | ----------- | ----------- | ----------------- | ----------------- | ----------------- | ----------------- | -------- | ------ | ----------- | ---------- |
| Ø. Aksnes     | 27          | 1           | 3           | 0           | 3                 | 0                 | 0                 | 0                 | 30       | 1      | 3           | 0          |
| P. Alsaker    | 16          | 0           | 2           | 3           | 1                 | 0                 | 0                 | 0                 | 17       | 0      | 2           | 3          |
| J. Amundsen   | 24          | 1           | 3           | 0           | 3                 | 0                 | 0                 | 0                 | 27       | 1      | 3           | 0          |
| C. Bjerke     | 0           | 0           | 0           | 0           | 0                 | 0                 | 0                 | 0                 | 0        | 0      | 0           | 0          |
| A. Campbell   | 9           | 0           | 2           | 0           | 0                 | 0                 | 0                 | 0                 | 9        | 0      | 2           | 0          |
| T. Dale       | 11          | 1           | 0           | 0           | 3                 | 5                 | 0                 | 0                 | 14       | 6      | 0           | 0          |
| M. Enger      | 11          | 3           | 0           | 0           | 0                 | 0                 | 0                 | 0                 | 11       | 3      | 0           | 0          |
| B. Fedje      | 0           | 0           | 0           | 0           | 0                 | 0                 | 0                 | 0                 | 0        | 0      | 0           | 0          |
| A. Granerud   | 19          | 2           | 3           | 1           | 3                 | 1                 | 0                 | 0                 | 22       | 3      | 3           | 1          |
| M. Hagen      | 7           | 0           | 1           | 0           | 0                 | 0                 | 0                 | 0                 | 7        | 0      | 1           | 0          |
| E. Helgerud   | 18          | 0           | 4           | 0           | 0                 | 0                 | 0                 | 0                 | 18       | 0      | 4           | 0          |
| M. Holmen     | 21          | 5           | 5           | 0           | 3                 | 3                 | 0                 | 0                 | 24       | 8      | 5           | 0          |
| K. Jahr       | 20          | 1           | 1           | 0           | 2                 | 0                 | 0                 | 0                 | 22       | 1      | 1           | 0          |
| S. Jenssen    | 26          | 2           | 7           | 0           | 3                 | 2                 | 1                 | 0                 | 29       | 4      | 8           | 0          |
| E. Kasin      | 0           | 0           | 0           | 0           | 0                 | 0                 | 0                 | 0                 | 0        | 0      | 0           | 0          |
| J. Kasin      | 0           | 0           | 0           | 0           | 0                 | 0                 | 0                 | 0                 | 0        | 0      | 0           | 0          |
| A. Khalili    | 10          | 4           | 4           | 0           | 0                 | 0                 | 0                 | 0                 | 10       | 4      | 4           | 0          |
| H. Kleven     | 25          | 2           | 4           | 0           | 2                 | 0                 | 0                 | 0                 | 27       | 2      | 4           | 0          |
| A. Larsen     | 16          | 0           | 0           | 0           | 1                 | 0                 | 0                 | 0                 | 17       | 0      | 0           | 0          |
| L. Lien       | 27          | 1           | 2           | 1           | 1                 | 1                 | 0                 | 0                 | 28       | 2      | 2           | 1          |
| E. Lundefaret | 12          | 0           | 1           | 0           | 3                 | 2                 | 0                 | 0                 | 15       | 2      | 1           | 0          |
| Nuno Marques  | 15          | 0           | 0           | 0           | 2                 | 0                 | 0                 | 0                 | 17       | 0      | 0           | 0          |
| A. Nynes      | 23          | 4           | 1           | 0           | 1                 | 0                 | 0                 | 0                 | 24       | 4      | 1           | 0          |
| J. Salvesen   | 3           | 0           | 0           | 0           | 0                 | 0                 | 0                 | 0                 | 3        | 0      | 0           | 0          |
| T. Sande      | 24          | 1           | 4           | 0           | 1                 | 0                 | 0                 | 0                 | 25       | 1      | 4           | 0          |
| B. Semb       | 0           | 0           | 0           | 0           | 1                 | 0                 | 0                 | 0                 | 1        | 0      | 0           | 0          |
| B. Shala      | 2           | 0           | 0           | 0           | 0                 | 0                 | 0                 | 0                 | 2        | 0      | 0           | 0          |
| E. Skogen     | 4           | 0           | 1           | 0           | 2                 | 0                 | 0                 | 0                 | 6        | 0      | 1           | 0          |
| K. Ufs        | 13          | 0           | 0           | 0           | 0                 | 0                 | 0                 | 0                 | 13       | 0      | 0           | 0          |
| B. Velta      | 28          | 9           | 2           | 2           | 3                 | 0                 | 0                 | 0                 | 31       | 9      | 2           | 2          |